# 西洋医学
西洋医学（せいよういがく、英: Western medicine）または生物医学（英語: biomedicine）とは、欧米において発展した医学を指す用語である。明治初期から、欧米医学を指す言葉として用いられた。「西洋医学」は正式な医学用語ではなく、俗語であり、文脈によって意味が異なる。
ヨーロッパ、アラビア（西洋）には、中国医学（東洋医学）とは異なる概念・理論・治療体系をもつ伝統医学（ギリシャ・アラビア医学、ユナニ医学）がある。これは古代ギリシャに始まり、四体液説・プネウマ論など基礎とするもので、アーユルヴェーダ（インド伝統医学）・中国医学と同じように全体観（ホーリズム）の医学である。各地の伝統医学は交流しながら発展した。西洋医学は、古代から現代までの西洋の医学を指す場合もあるが、ルネサンスに端を発し、その後自然科学と結合し19世紀後半に発展した近代医学または現代医学（正式名称は医学）を指すことが多い。
欧米では、医学を応用科学に含めるのが一般的である。

## 歴史

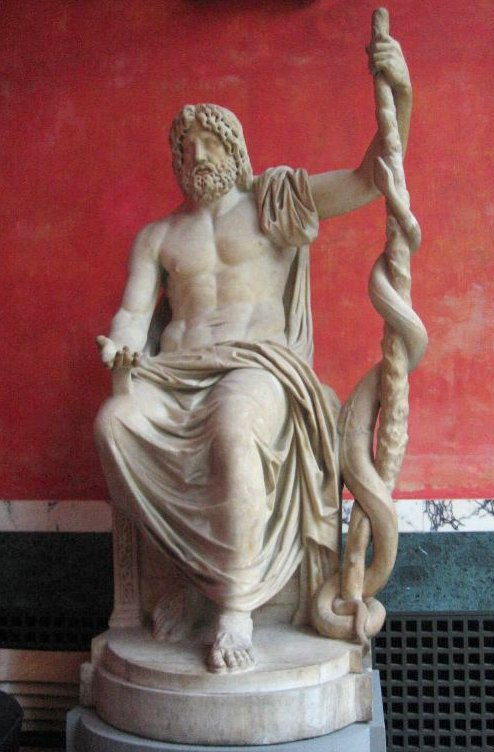
ギリシア神話にて医学の神であるアスクレーピオスの像。左手に持つ蛇のまとわりついた杖がシンボルとなっている。

ヨーロッパにおいては、「医」の起源は古代ギリシアのヒポクラテスとされている。その後古代ローマのガレノスがアリストテレスの哲学（学問の集大成）を踏まえ、それまでの医療知識をまとめ、学問としての医学が確立されたと言われている。ガレノスはその後、数百年ものあいだ権威とされた。
中世では、外科はキリスト教徒の職業とはみなされていなかった。病気は神の恵みであり、医療は神への冒涜とされた。当時は理容師（理容外科医とも言われた）によって外科手術やまじない的な瀉血治療などが行われていて、これは学術的な医学が発達するまで広く行われていた。このように、ヨーロッパにおいては、古代ギリシア等の知識が継承されることなく、学問としての医学は低迷した。
古代ギリシャの医学知識は、イブン・スィーナーやイブン・ルシュドに代表される、イスラム世界において継承された。　（→ユナニ医学、イスラム科学）
ルネサンス期のヨーロッパでは、上記のイスラーム世界の（アラビア語の）医学書籍が（欧州の言語に）翻訳され、パドヴァ大学などで研究され始めた。それにつれて、人体に対し（部分的ではあるが）実証的研究がはじまり（→実証主義）、それまでの医学上の人体知識が徐々に否定されはじめ、近代科学としての医学が萌芽した。
日本では1543年の鉄砲伝来以降に西洋医学も伝えられ、宣教師はキリスト教布教に医術を利用した。ポルトガル人、アルメイダは豊後に日本最初の洋式病院を設立した。キリスト教が禁圧された後もその医学は「南蛮医学」と称されて外科医術 (金瘡術) などの分野で一定の役割を示した。その後は、日本と通商関係を有したオランダの医学が流入して蘭方医学と呼ばれた。幕末には蘭学とともに西洋医学書の翻訳などが行なわれた。明治維新後には漢方医学を廃し、西洋医学を「医学」とするようになった、とも言われる。
20世紀になると、医者は患者の人体に劇的に作用する技術の向上に力を注いだ。

## 関連文献
書籍
- 小川政修『西洋医学史』日新書院、 1943
- 矢部 一郎『西洋医学の歴史』恒和選書、1983年
- インファンテ・ビエイラ セルソ『アディオス(さようなら)西洋医学―KI(気)がつけばハッピーライフ』さわやか出版社、1990、ISBN 4795214077
- ヒポクラテス、常石敬一 『ヒポクラテスの西洋医学序説』小学館、1996　ISBN 4092510268
- ディーター・ジェッター『西洋医学史ハンドブック』朝倉書店、1996、ISBN 4254101376
- ジョン・Z. バワース『日本における西洋医学の先駆者たち』慶應義塾大学出版会、1998 ISBN 4766407237
- 加藤 文三、平尾 真智子、石井 勉『西洋医学がやってきた―近世(日本人 いのちと健康の歴史) 』 農山漁村文化協会、2008、ISBN 454007217X
- 吉良枝郎『日本の西洋医学の生い立ち: 南蛮人渡来から明治維新まで』築地書館、2000、 ISBN 4806711977
- 梶田昭『医学の歴史』講談社学術文庫、2003、ISBN 4061596144
- 吉良枝郎『幕末から廃藩置県までの西洋医学』築地書館、2005、ISBN 4806713066
- 石原結実『間違いだらけの医学・健康常識―西洋医学を過信すると早死にする』日本文芸社、2005、ISBN 4537253029
- 河村 攻『「なぜ治らないの?」と思ったら読む本第3の医学“ハイブリッド医療”』ハート出版、2008、ISBN 4892955612
- 石内 裕人、織部 和宏『各科の西洋医学的難治例に対する漢方治療の試み』たにぐち書店、2009、ISBN 4861290880

論文類
- 河本重次郞「日本と西洋醫學との關係」千葉醫學會雜誌 Vol.11 no.1 page.20-33、1933
- 平野 智治「漢法医学と西洋医学」日本数学教育会誌Journal of the Mathematical Educaional Society of Japan  46(8)  pp.121 1964
- 中川 定明「東西医学の接点 : (2) 中国伝統医学の病理学と西洋医学の病理学の対比 : 東西両医学に共通する「疾患分類」の提唱」日本東洋醫學雜誌 Japanese Journal of Oriental Medicine  45(3)  pp.625-631、 1995
- 板垣英治2005「金沢医学館：北陸での西洋医学教育の始まり」
- Nancy Midol & Wei Guo Hu, Médecine occidentale, médecine orientale : un dialogue intéressant pour penser la santé en Europe, Le Détour, No.5, 2005, p.171-183
- 金澤 一郎「西洋医学と東洋医学の統合」日本東洋医学雑誌 Vol. 59、2008 、 No. 6 pp.765-774

## 関連項目

アスクレーピオスの杖。蛇がまとわりついているのが特徴。